# Jinan-eup
Jinan-eup (koreanska: 진안읍) är en köping i Sydkorea. Jinan-eup är centralorten i kommunen Jinan-gun i provinsen Norra Jeolla, i den centrala delen av landet, 200 km söder om huvudstaden Seoul.